# Лесной Городок (станция)
Лесно́й Городо́к — промежуточная железнодорожная станция Киевского направления Московской железной дороги в Одинцовском городском округе Московской области. Входит в Московско-Смоленский центр организации работы железнодорожных станций ДЦС-3 Московской дирекции управления движением. По характеру основной работы является промежуточной, по объёму выполняемой работы отнесена к 4-му классу. Станция открыта в 1899 году.
Станция расположена на окраине дачного посёлка Лесной Городок, в 28 километрах к юго-западу от Киевского вокзала.
Прежнее название станции — Катуар-Белавенец (пл. 26 версты), в честь предпринимателей Александра Андреевича Катуара и Павла Михайловича Белавенца, которые фактически основали посёлок Лесной Городок. Станция была переименована в 1965 году. На станции расположены три пути и две платформы.
Лесной Городок является конечной станцией для некоторых маршрутов электропоездов от Москвы.
К станции примыкает однопутная электрифицированная ветвь на аэропорт Внуково, по которой курсируют грузовые поезда и аэроэкспрессы от Киевского вокзала до подземной платформы Аэропорт Внуково, которые в Лесном Городке не останавливаются. По будням курсировали 4 пары электропоездов типа «Стандарт-плюс» до наземной платформы станции Аэропорт.

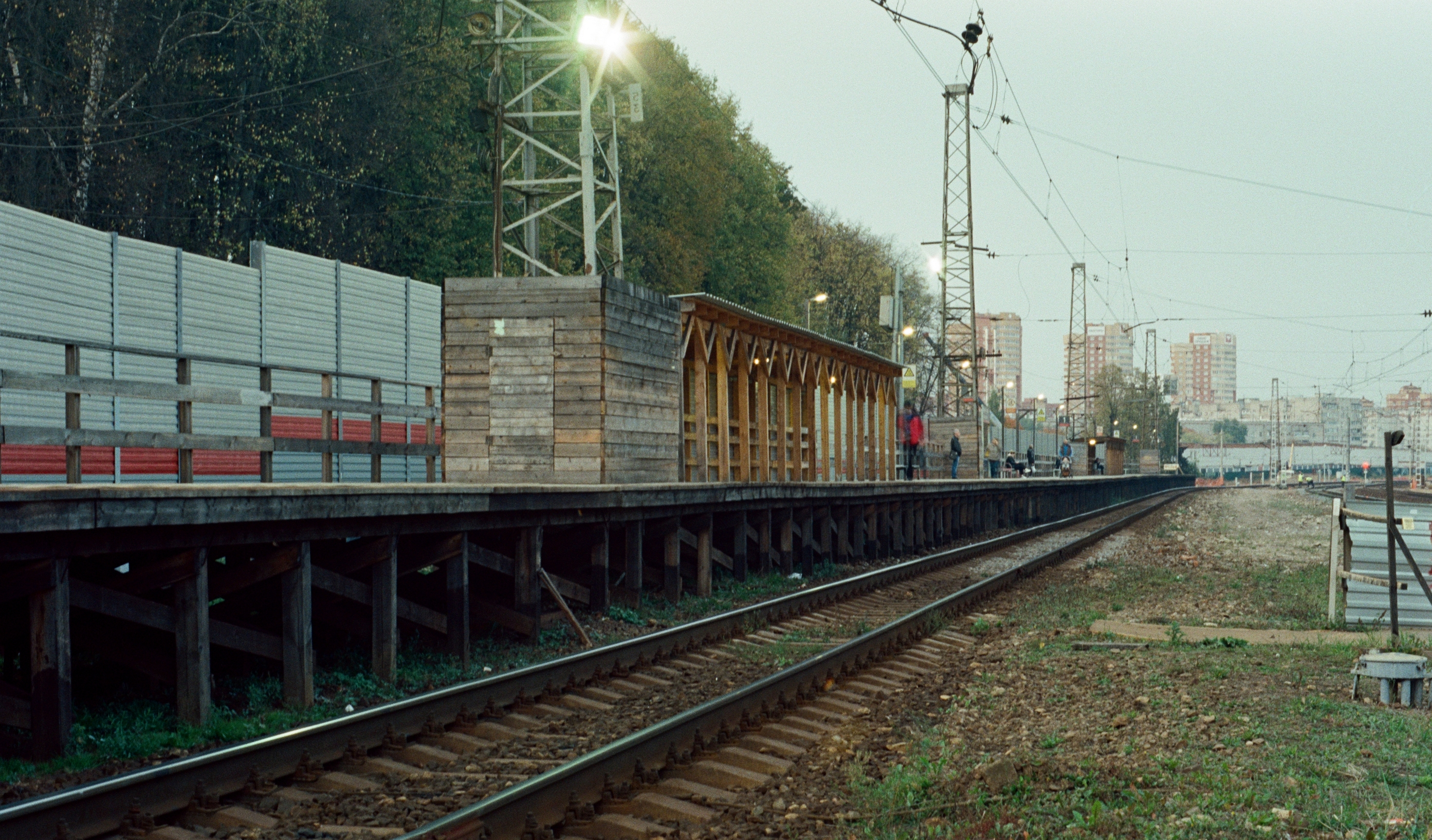
Временная деревянная платформа (2020)

Смежные станции — Внуково, Толстопальцево, Аэропорт находятся в Москве. Лесной Городок — единственная станция Киевского направления в Одинцовском городском округе.
В 500 метрах к северо-востоку от станции находится железнодорожный переезд, соединяющий деревню Осоргино с Минским шоссе.
В рамках подготовки к открытию линии МЦД-4 пассажирская инфраструктура станции была реконструирована. Обновлённая станция открылась 31 января 2023 года.
После запуска линии МЦД-4 станция обслуживает только поезда МЦД-4. Для проезда до Киевского вокзала, в дальний пригород или до станции Аэропорт необходимо выполнить пересадку на станциях Апрелевка, Переделкино, Очаково I, Аминьевская или Минская.

## В кинематографе
- «Прости меня, Алёша» (1983)